# خط راه‌آهن میانه-بستان‌آباد-تبریز
خط راه‌آهن میانه-تبریز از طرح‌های ملی خطوط ریلی ایران است که از ۱۳۷۷ شروع شد و تاکنون در دو فاز به بهره برداری رسید. فاز اول آن از میانه تا بستان‌آباد در ۶ آذر ۱۳۹۸ به بهره‌برداری رسید و فاز دوم آن از بستان‌آباد تا ایستگاه راه‌آهن خاوران در ۱۹ خرداد ۱۴۰۲ بهر‌ه‌برداری رسید.
این خط که دارای ۲۰۳ کیلومتر طول است از شهر میانه آغاز و در شهر تبریز به پایان می‌رسد. هدف از ساخت این مسیر ریلی، کاهش مسافت تهران تا تبریز است، چراکه در مسیر فعلی (خط راه‌آهن تهران-تبریز) چیزی حدود ۱۲ ساعت طول می کشد که با قطار از تهران تا تبریز حرکت کرد. حال آنکه این مسیر میانبر، مسیر تهران-تبریز را ۴ تا ۵ ساعت کاهش می‌دهد.

## ایستگاه ها
| ایستگاه‌ها   | تقاطع‌ها                   |
| ----------- | ------------------------- |
| میانه       | تهران-تبریز، میانه-اردبیل |
| زاویه       |                           |
| نقلان       |                           |
| ترکمنچای    |                           |
| استادشهریار |                           |
| تکیمه داش   |                           |
| بستان‌آباد   | بستان‌آباد-اردبیل          |
| ایمناب      |                           |
| باسمنج      |                           |
| خاوران      | (متروی تبریز)             |
| ایل‌گلی      |                           |
| تبریز       | تهران-تبریز، تبریز-جلفا   |